# Joan Lambert
Joan Marie Lambert es un personaje de la primera entrega de la saga Alien. Fue la navegadora del USCSS Nostromo, y se encontraba allí en el año 2122 cuando fueron atacados por el xenomorfo. Fue interpretada por la actriz británica Veronica Cartwright.

## Biografía
Lambert nació el 7 de noviembre de 2093, en Ontario, Canadá. Después de haberse criado en Arkansas, estudió navegación astronómica en el instituto Florida Aeronautics. El Nostromo fue su primera expedición.
Junto con el resto de la tripulación del Nostromo, Lambert fue despertada del hipersueño debido a que el ordenador central de la nave, «Madre», recibió una transmisión de origen desconocido, procedente de la luna de un planeta cercano, llamada LV-426. Aunque de mala gana, Lambert baja a la superficie del planetoide junto con dos de sus compañeros, el capitán Arthur Dallas y el oficial ejecutivo Gilbert Kane, para investigar el origen de la señal.
El trío encuentra una nave espacial alienígena abandonada, y a pesar de los deseos de Lambert por regresar al Nostromo, deciden explorar más a fondo. Dentro de la nave encuentran los restos de un extraterrestre gigante antes de que Kane sea atacado por una criatura que se adhiere a su casco, derritiendo el visor y dejándolo inconsciente. Lambert y Dallas logran llevarlo de vuelta al Nostromo.
Poco a poco, todos los miembros de la tripulación van siendo aniquilados por el xenomorfo, la criatura que atacó a Kane, que acabó encerrada dentro del Nostromo con los demás. Al final, solo quedan vivos Lambert; Ellen Ripley, la suboficial de la nave; y Dennis Parker, el ingeniero. El trío decide destruir la nave con el alien dentro y escapar. Para ello, Parker y Lambert se dirigen a la cubierta inferior del Nostromo para recoger suministros, mientras Ripley prepara el sistema de autodestrucción. 
Mientras Lambert recoge refrigerante, el alien se le acerca sigilosamente por detrás, lo que la deja paralizada del terror. Al mismo tiempo, Parker no puede atacar al alien con el lanzallamas por miedo de darle también a Lambert, por lo que utiliza un gancho para atacarlo. Sin embargo, el alien lo mata rápidamente. Entonces, el alien enrosca su cola por la pierna de Lambert y acaba con ella. Cuando se da cuenta de que algo va mal, Ripley intenta ayudar a sus amigos, pero llega demasiado tarde, y se encuentra con el cadáver de Lambert colgando del techo.

## Personalidad
De acuerdo a su expediente de Weyland-Yutani, Lambert sufría de hiperactividad y nerviosismo. Como resultado, intentaba evitar mayor parte de los riesgos posibles. A medida que sus compañeros iban siendo asesinados, se veía cada vez menos capaz de afrontar la situación, sobre todo tras la pérdida del Capitán Dallas, ya que probablemente se culpaba por su muerte (pues ella era la encargada de operar el sensor de movimiento de él y el alien al momento de su muerte). Su inestabilidad alimentó su deseo por evacuar el Nostromo, a pesar de que la lanzadera espacial Narcissus no podía albergar a toda la tripulación restante. Al abatirse, propone un suicidio colectivo a través de pastillas en lugar de morir a manos del alien.

## Detrás de escena
En el bosquejo original de Alien: el octavo pasajero, Lambert era un personaje de alivio cómico, lo que interesó a Sigourney Weaver para interpretarla antes de que la personalidad del personaje fuera alterada, dejándola sin humor. Por otra parte, Veronica Cartwright mostró interés en interpretar a la protagonista, Ellen Ripley. Cartwright fue contactada por el director Ridley Scott y se le informó de que había obtenido «el papel», lo que ella asumió sería el de Ripley. Sin embargo, el papel de Ripley se le acabó entregando a Weaver y a Cartwright se le otorgó el de Lambert. En un principio, la decisión enfureció a Cartwright, a quien le desagradaba el personaje, hasta que tuvo una charla con los productores de la película, quienes le explicaron que Lambert era el personaje que funcionaba como punto de vista de la audiencia.
La forma en que muere Lambert cambió múltiples veces a lo largo de la producción. En un borrador inicial, Lambert (quien en ese entonces era llamada Melkonis) perdía la vida cuando su cabeza era torcida y arrancada por el alien. En un borrador posterior, Parker la incineraba accidentalmente al intentar atacar a la criatura. En otra muerte eliminada, era succionada al espacio a través de un agujero en el casco del Nostromo, pero esta versión fue descartada por falta de presupuesto. Una vez finalizada la producción, su muerte volvió a ser alterada, ya que se suponía que debía morir de miedo, sin embargo, no se alcanzó a grabar la escena, por lo que se debió improvisar una muerte para ella en la edición. Debido a esto, las piernas que se ven cuando el alien desliza su cola entre las piernas de Lambert no son las de Veronica Cartwright realmente, sino las de Harry Dean Stanton, actor que interpretó a Samuel Brett, ya que la grabación es un reciclaje de una versión más larga y sin usar de la escena de muerte de Brett.
Hay una popular teoría que insinúa que Lambert fue violada por el alien antes de morir, lo que implicaría que el alien la asesinó incrustándole cola en la vagina. Algo que refuerza esta teoría es que en DLC Last survivor del videojuego Alien: Isolation se puede ver sangre en la entrepierna del cadáver de Lambert.

## Recepción
Por su papel como Lambert en Alien: el octavo pasajero, la intérprete Veronica Cartwright fue altamente elogiada.[cita requerida]
Premios Saturn
| Año  | Categoría               | Receptora           | Resultado |
| ---- | ----------------------- | ------------------- | --------- |
| 1980 | Mejor actriz de reparto | Veronica Cartwright | Ganadora  |